# Приютово (Оренбурзький район)
Прию́тово (рос. Приютово) — село у складі Оренбурзького району Оренбурзької області, Росія.

## Населення
Населення — 265 осіб (2010; 172 у 2002).
Національний склад (станом на 2002 рік):
- росіяни — 82 %